# Cantonul Colmar-Sud
Cantonul Colmar-Sud este un canton din arondismentul Colmar-Ribeauvillé, departamentul Haut-Rhin, regiunea Alsacia, Franța.

## Comune
- Colmar (parțial, reședință)
- Sainte-Croix-en-Plaine